# Владимировка (Лукояновский район)
Владимировка — деревня, бывшее село в Лукояновском районе Нижегородской области России. Входит в состав Лопатинского сельсовета.

## География
Деревня находится в юго-восточной части Нижегородской области, в зоне хвойно-широколиственных лесов, на берегах реки Кочкоемки, при автодороге 22Н-2841, на расстоянии приблизительно 12 километров (по прямой) к северо-востоку от города Лукоянова, административного центра района. Абсолютная высота — 187 метров над уровнем моря.
Климат
Климат характеризуется как умеренно континентальный, с тёплым летом и холодной многоснежной зимой. Среднегодовая температура — 3,6 °C. Средняя температура воздуха самого тёплого месяца (июля) — 19,2 °C (абсолютный максимум — 39 °C); самого холодного (января) — −12,1 °C (абсолютный минимум — −44 °C). Безморозный период длится в среднем 210 дней. Среднегодовое количество атмосферных осадков составляет около 544 мм, из которых 372 мм выпадает в период с апреля по октябрь.
Часовой пояс
Деревня Владимировка, как и вся Нижегородская область, находится в часовой зоне МСК (московское время). Смещение применяемого времени относительно UTC составляет +3:00.

## Население
| 2002 | 2010 |
| ---- | ---- |
| 276  | ↘252 |

Этнический состав
Согласно результатам переписи 2002 года, в этнической структуре населения граждане славянского происхождения составляли 100 % из 276 чел.